# Station Bełżec
Station Bełżec is een spoorwegstation in de Poolse plaats Bełżec.